# Ikarus 260T
Ikarus 260T – typ prototypowego trolejbusu wyprodukowanego w oparciu o autobus Ikarus 260 przy współpracy zakładów Ikarus oraz budapesztańskiego przewoźnika Budapesti Közlekedési Zrt.

## Historia
W 1970 r. na bazie autobusu Ikarus 260 wyprodukowany został prototyp trolejbusu typu 260T. Nadwozie wyposażono w silnik elektryczny o mocy 110 kW oraz wyposażenie elektryczne pochodzące ze skasowanych radzieckich trolejbusów typu ZiU-5. Prototypowy egzemplarz otrzymał numer taborowy 600 i kursował do 1995 r. W 2007 r., przy wykorzystaniu używanego nadwozia autobusu Ikarus 260, została zbudowana jego replika.
Drugi prototyp trolejbusu Ikarus 260T zbudowano w 1986 r. dla sieci trolejbusowej w Weimarze. Od pierwszego prototypu odróżniał się m.in. typem wyposażenia elektrycznego oraz dwuczęściowymi drzwiami odskokowo-wychylnymi. W 1992 r. weimarski Ikarus 260T został sprzedany z powrotem do Budapesztu.
W oparciu o konstrukcję autobusu Ikarus 260 wytwarzano w Pjongjangu trolejbusy oznaczone jako Ch’ŏllima-951.

## Dostawy
| Państwo        | Miasto         | Lata dostaw    | Liczba | Numery taborowe |       |
| -------------- | -------------- | -------------- | ------ | --------------- | ----- |
| NRD            | Weimar         | 1986           | 1      | 8012            | [ 4 ] |
| Węgry          | Budapeszt      | 1975           | 1      | 600             | [ 5 ] |
| Łączna liczba: | Łączna liczba: | Łączna liczba: | 2      |                 |       |